# Estruturação
A Estruturação (smurfing) é uma das técnicas utilizadas pelos lavadores de capital profissionais (crime previsto na Lei 9.613/98), que consiste no fracionamento de uma grande quantia em pequenos valores, de modo a escapar do controle administrativo imposto às instituições financeiras evitando assim que grandes vultos de dinheiro sejam descobertos quanto à sua origem ilícita. Texto da Lei de Lavagem de Capitais - ou comumente conhecida como "lavagem de dinheiro" .